# Lijst van presidenten van Extremadura
Hieronder een lijst van presidenten van Extremadura, een autonome gemeenschap van Spanje, sinds de invoering van de democratie in dat land in 1978.
| Afbeelding       | President                    | Ambtsperiode | Partij |
| ---------------- | ---------------------------- | ------------ | ------ |
| Rodríguez Ibarra | Juan Carlos Rodríguez Ibarra | 1983-2007    | PSOE   |
| Fernández Vara   | Guillermo Fernández Vara     | 2007-2011    | PSOE   |
| Monago           | José Antonio Monago Terraza  | 2011-2015    | PP     |
| Fernández Vara   | Guillermo Fernández Vara     | 2015-2023    | PSOE   |
| María Guardiola  | María Guardiola Martín       | 2023-heden   | PP     |